# Anne-Blandine Crochet
Anne-Blandine Crochet-Desmerger, née le 8 août 1978 , est une kayakiste française de descente.

## Carrière
Elle remporte la médaille de bronze en K-1 classique individuel aux Championnats du monde de descente 1998 à Garmisch-Partenkirchen et aux Championnats du monde de descente 2000 à Treignac, et la médaille d'argent en K-1 classique individuel aux Championnats du monde de descente 2004 à Garmisch-Partenkirchen. Elle est également médaillée d'or en K-1 sprint individuel aux Mondiaux de 2004.
Elle est médaillée d'or de K-1 classique par équipe à trois reprises, aux Mondiaux de 1998 avec Anne-Fleur Sautour et Magali Thiébaut, aux  Championnats du monde de descente 2000 à Treignac avec Laurence Bénézit et Magali Thiébaut et aux Championnats du monde de descente 2002 à Valsesia avec Nathalie Leclerc et Magali Thiébaut. 